# هلن اچ بیکن
هلن اچ بیکن (انگلیسی: Helen H. Bacon; ۹ مارس ۱۹۱۹ – ۹ نوامبر ۲۰۰۷) مترجم، و نویسنده اهل ایالات متحده آمریکا بود.
وی همچنین برندهٔ جوایزی همچون برنامه فولبرایت شده‌است.